# 799 (číslo)
Sedm set devadesát devět je přirozené číslo. Následuje po čísle sedm set devadesát osm a předchází číslu osm set. Římskými číslicemi se zapisuje DCCXCIX nebo IDCCC a řeckými číslicemi ψϟθ.

## Matematika
799 je:
- Deficientní číslo
- Poloprvočíslo
- Nešťastné číslo

## Astronomie
- (799) Gudula je planetka hlavního pásu, kterou objevil v roce 1915 Karl Wilhelm Reinmuth

## Roky
- 799
- 799 př. n. l.